# 伊勢玉大橋
伊勢玉大橋（いせたまおおはし）は、東毛広域幹線道路(国道354号玉村伊勢崎バイパス)の利根川に架かる橋。

## 概要
群馬県佐波郡玉村町下之宮と伊勢崎市東上之宮町を結ぶ。周辺の橋の渋滞回避、および伊勢崎市と玉村町の交通の円滑化を目的に整備された。橋長286.3メートル、主径間82メートル（支間割63.4 m＋70.0 m＋82.0 m＋69.3 m）の鋼連続箱桁橋である。幅員は暫定供用の時点で車道7.5メートル、歩道4.75メートル。71度の斜角が付けられた斜橋となっている。

## 歴史
2014年（平成26年）8月31日に計画4車線のうち2車線で暫定供用開始、施工会社は高田機工で架設工法にキャンチレバー工法（片持ち式工法）が用いられた。2016年（平成28年）8月10日に上下4車線で供用開始された。

## 周辺
- 東林寺
- 火雷神社
- 埼玉県道・群馬県道416号利根川自転車道線

## 隣の橋
- 利根川

福島橋 - 玉村大橋 - 伊勢玉大橋 - 五料橋 - 坂東大橋